# Transgener Raps
Als Transgener Raps (umgangssprachlich Genraps) wird mit den Methoden der grünen Gentechnik veränderter Raps bezeichnet. Ziele sind dabei eine verbesserte Widerstandsfähigkeit gegenüber Breitbandherbiziden (Herbizidresistenter Raps) oder verbesserte lebensmitteltechnologische Eigenschaften. Transgener Raps wird hauptsächlich in Kanada angebaut, daneben auch in den Vereinigten Staaten, Australien und Chile.

## Gentechnische Ziele

### Veränderung der Inhaltsstoffe
Die Eigenschaften des Rapsöls werden verändert, um den Gesundheitswert und die industrielle Verarbeitbarkeit zu verbessern. Canola-Sorten sind häufig gentechnisch verändert.
- Aufwertung des Rapsöls mit einem neuen Fettsäureprofil, um die Stabilität beim Braten zu erhöhen und so den Anteil von trans-Fettsäuren zu reduzieren.[1]
- Aufwertung des Rapsöls durch einen höheren Gehalt an Omega-3-Fettsäuren und einen geringeren Gehalt von gesättigten Fettsäuren.[1]
- Aufwertung des Rapsöls durch Erhöhung des Gehalts von Laurinsäure, was die Verwendung von Rapsöl in der Lebensmittel- und Seifenherstellung verbessert.[2]

### Einbau männlicher Sterilität
Entwicklung von Rapssorten mit männlicher Sterilität, um die Entwicklung von Hybridsorten (Hochertragssorten) zu erleichtern.

### Herbizidresistenz
Breitbandherbizide, mit Wirksamkeit gegen Unkräuter, jedoch der Ackerfrucht nicht schaden sind selten, so dass bei suboptimalen Herbiziden ein Trade-off zwischen dem Abtöten einer geringeren Masse von Unkräutern (bei Anwendung vor dem Austreiben der Ackerfrucht) und Schaden an der Ackerfrucht (bei Anwendung nach dem Austreiben) besteht. Beide Optionen implizieren mögliche Ertragsverluste. Herbizidresistenter Raps ist beispielsweise gegen Glyphosat, ein Breitbandherbizid, resistent. So kann die Herbizidkontrolle unabhängig vom Wachstumsstand der Ackerfrucht erfolgen. Zusätzlich kann die Kombination Breitbandherbizid mit entsprechend resistenter Ackerfrucht Kosten senken, wenn weniger spezialisierte Herbizide eingespart werden.

## Anbaugebiete
Transgener Raps wurde erstmals 1996 in den USA und Kanada für den Anbau zugelassen.
2014 wurde transgener Raps in Kanada, den USA, Australien und Chile (nur als Saatgut) angebaut. 1998 betrug der weltweit Anteil an der mit gentechnisch verändertem Raps bebauten Fläche 9,2 %. Bis 2014 stieg er auf 25 % (9 Mio. Hektar). Der nationale Anteil betrug 2010 in Kanada 95 % (8 Mio. ha), in den Vereinigten Staaten 94 % (0,7 Mio. ha) und in Australien, wo erstmals 2008 transgener Raps angebaut wurde, 14 % (0,3 Mio. ha). In Chile wird transgener Raps lediglich zu Zwecken der Saatgutvermehrung angebaut, 2014 auf 2.000 ha.
In der Europäischen Union wird im Rahmen von Untersuchungs- und Beobachtungsprogrammen transgener Raps angebaut.

## Wirtschaftliche Auswirkungen
Eine begrenzte Anzahl wissenschaftlicher Studien bezüglich der wirtschaftlichen Auswirkungen des Anbaus von transgenem Raps sind verfügbar. Schätzungen zu Ertragssteigerungen liegen zwischen 6 und 11 %. Hinsichtlich der Produktionskosten besteht der Haupteffekt in einer Reduktion der Pflanzenschutzmittelaufwendungen. Vor der Einführung herbizidtoleranter gv-Sorten spritzten Landwirte üblicherweise zweimal gegen Unkräuter (vor und nach dem Aufkommen) und pflügten zudem, um Unkräuter vor der Aussaat zu entfernen. Mit herbizidtoleranten gv-Sorten reduzierten sich diese drei Arbeitsgänge auf eine Anwendung nach dem Aufkommen. Dies führte zu Einsparungen bei Arbeits-, Treibstoff- und Bodenbearbeitungskosten. Auf der anderen Seite waren die Saatgutkosten meist höher bei gv-Saatgut. Insgesamt ergaben sich damit, je nach klimatischen Bedingungen, Unkrautbefall und Betriebs- und Managementeigenschaften moderate Gewinnsteigerungen oder -verluste. Die Tatsache, dass gv-Raps in Kanada und den USA dennoch fast flächendeckend angebaut wird, zeigt daher, dass nicht-wirtschaftliche Faktoren wie Komfort und Flexibilität bei Risikomanagement, Erntequalität und Fruchtfolgen für die Anwender eine bedeutendere Rolle spielen.

## Zulassungen in der Europäischen Union
In der Europäischen Union haben bisher nur die Unternehmen Bayer CropScience und Monsanto eine Zulassung von trangenem Raps als Lebens- und Futtermittel beantragt. Drei Genehmigungen sind ausgelaufen, fünf befinden sich im Zulassungsprozess. Für drei Sorten, GT73 von Monsanto sowie MS8 × RF3 und T45 von Bayer CropScience, wurde eine Genehmigung erteilt.
| Sorte               | Unternehmen                  | Merkmal                              | Zweck                                    | eingereicht | Zulassung   | Details |
| ------------------- | ---------------------------- | ------------------------------------ | ---------------------------------------- | ----------- | ----------- | ------- |
| GS40 / 90pHoe6 / Ac | Bayer CropScience            | Herbizidresistenz                    | Lebens- und Futtermittel, Anbau          | 1995        | eingereicht | Details |
| GT73                | Monsanto                     | Herbizidresistenz                    | Lebens- und Futtermittel, Einfuhr        | 1998        | zugelassen  | Details |
| GT73                | Monsanto                     | Herbizidresistenz                    | Lebens- und Futtermittel, Einfuhr        | 2010        | eingereicht | Details |
| Liberator pHoe6/Ac  | Bayer CropScience            | Herbizidresistenz                    | Lebens- und Futtermittel, Anbau          | 1998        | eingereicht | Details |
| MS1 × RF2           | Bayer CropScience            | männl. Sterilität, Herbizidresistenz | Lebens- und Futtermittel, Einfuhr, Anbau | 1995        | ausgelaufen | Details |
| MS1 × RS1           | Bayer CropScience            | männl. Sterilität, Herbizidresistenz | Lebens- und Futtermittel, Einfuhr, Anbau | 1997        | ausgelaufen | Details |
| MS8 × RF3           | Bayer CropScience            | männl. Sterilität, Herbizidresistenz | Lebens- und Futtermittel, Einfuhr        | 1996        | zugelassen  | Details |
| MS8 × RF3           | Bayer CropScience            | männl. Sterilität, Herbizidresistenz | Lebens- und Futtermittel                 | 2010        | eingereicht | Details |
| MS8 × RF3 × GT73    | Monsanto / Bayer CropScience | Herbizidresistenz                    | Lebens- und Futtermittel, Einfuhr        | 2009        | eingereicht | Details |
| T45                 | Bayer CropScience            | Herbizidresistenz                    | Lebens- und Futtermittel, Einfuhr        | 2005        | zugelassen  | Details |
| TOPAS 19/2          | Bayer CropScience            | Herbizidresistenz                    | Lebens- und Futtermittel, Einfuhr        | ?           | ausgelaufen | Details |

## Problematische Nebenwirkungen

### Durchwuchs und Mehrfachresistenz
Die Schweizer Arbeitsgruppe Gentechnik (SAG) gelangte 2003 zur Auffassung, dass „Herbizidresistenter Durchwuchsraps und mehrfachresistenter Raps … in Kanada eine Realität [ist].“ 75 % der kanadischen Landwirte, die transgenen Raps anbauen, gaben hingegen 2005 in einer Umfrage an, dass die Kontrolle von Durchwuchs bei gentechnisch verändertem Raps kein größeres Problem darstellt als bei unverändertem Raps.  Eine Arbeitsgruppe des Ökologie-Zentrums der Universität Kiel kam zu der Schlussfolgerung, dass aufgrund der Langlebigkeit der Rapssamen im Boden (bis zu 15 Jahre) schon der einmalige Anbau von gv-Raps in nachfolgenden konventionellen Pflanzungen zur Kennzeichnungspflicht der sich anschließenden Ernten als „gentechnisch verändert“ über mehrere Jahre führen kann. Gemäß den Berechnungen kann der Grenzwert von 0,9 % Anteil an GV-Raps im Erntegut bis etwa 8 Jahre und im Ausnahmefall bis zu 15 Jahre überschritten werden. Der Schwankungsbereich erklärt sich beispielsweise aus Variation der Ernteverluste oder der Maßnahmen nach der Ernte. Laut der Organisation WeedScience gibt es in Kanada seit 2008 mit dem Dreiblättrigen Traubenkraut (Ambrosia trifida) ein glyphosatresistentes Unkraut und weltweit insgesamt 21. Bei ALS-Inhibitoren (Acetolactat-Synthase), welche die Grundlage für andere chemische Unkrautbekämpfungsmittel sind, sind es 113 beobachtete Resistenzen. In einer sich auf 2006 bezogenen Befragung von 600 Landwirten in Westkanada gaben mehr als 94 % der Befragten an, dass sich die Unkrautkontrolle nach der Einführung des herbizidresistenten gv-Raps verbessert habe oder gleich geblieben sei, weniger als 25 % äußerten Bedenken hinsichtlich möglicher Resistenzentwicklungen, 62 % sahen keine Unterschiede hinsichtlich der Kontrolle von konventionellem und gv-Durchwuchsraps, und 8 % zählten Durchwuchsraps zu den 5 größten Problemen bei der Unkrautkontrolle.

### Einfluss der spezifischen Unkrautregulierung auf Agrarökosysteme
Im Kontext einer breit angelegten Studie der britischen Regierung in Großbritannien zur Feststellung  möglicher Folgen des Anbaus gentechnisch veränderter herbizidresistenter Pflanzen für die Artenvielfalt wurden verschiedene Konzepte der Unkrautregulierung miteinander verglichen. Beim Anbau von herbizidresistenten Winterraps, bei dem zur Unkrautregulierung das Komplementärherbizid mit dem Wirkstoff Glufosinat verwendet wurde, traten im Vergleich zur konventionellen Unkrautbekämpfung bezüglich der Anzahl blütentragender Unkräuter Unterschiede auf. Die mit HR-Raps bepflanzten Felder wiesen zahlenmäßig deutlich weniger Blütenpflanzen auf. Die Ergebnisse der Studie deuten darauf hin, dass dies für Bienen und Schmetterlinge nachteilige Auswirkungen haben könnte. Welche Bedeutung dicotyle Unkräuter im Winterraps  für Bienen und Schmetterlinge als alternative Futterquelle haben, ist jedoch noch nicht eindeutig festgestellt worden. Es besteht jedoch – gemäß den Autoren der Studie- die Möglichkeit, dass ein großflächiger Anbau von HR-Winterraps auf längere Sicht gesehen eine Abnahme der dicotylen Unkrautsamenbank im Boden nach sich ziehen könnte. Diese Veränderung der Bandbreite der Unkräuter könnte nachteilige Folgen für die Lebensbedingungen spezifischer Tierarten bedeuten. Beispielhaft wurden Bestäuberorganismen und Vögel, die sich von Blütensamen ernähren, genannt. Im Kontext der Präsentation der Studie wies Alan M. Dewar darauf hin, dass ausschließlich die Folgen unterschiedlicher Unkrautmanagementsysteme im Hinblick auf die Artenvielfalt von agrarischen Ökosystemen untersucht worden sind.

### Übertragung der Herbizidresistenz auf verwandte Arten
Raps besitzt ein hohes Auskreuzungspotential, d. h. die Herbizidresistenz könnte auf verwandte Arten vererbt werden. Blütenstaub von Rapspflanzen wird durch Wind (Windbestäubung) und Insekten (Insektenbestäubung) über mehrere Kilometer transportiert, wodurch eine Übertragung der Herbizidresistenz auf relativ weit entfernte Kreuzungspartner möglich ist. Bei Einsatz von Rapspflanzen mit männlicher Sterilität erhöht sich die Einkreuzungsrate, da Selbstbefruchtung als Konkurrenz zur Fremdbefruchtung unterbunden wird. Es gibt Befürchtungen, dass dadurch transgener Raps gentechnisch nicht veränderte Rapssorten verdrängt und den Anbau reiner, nicht gentechnisch veränderter Rapssorten verhindert.
Eine zwischen Mai 2000 und 2004 im Auftrag des Department for Environment, Food and Rural Affairs (DEFRA) durchgeführte britische Studie untersuchte, inwiefern transgener Raps seine Resistenzeigenschaft auf die verwandten Arten Gemüsekohl (Brassica oleracea), Rübsen (Brassica rapa), Schwarzer Senf (Brassica nigra), Acker-Rettich (Raphanus raphanistrum), Garten-Rettich (Raphanus sativus), Acker-Senf (Sinapis arvensis) und Weißer Senf (Sinapis alba) übertragen kann. Bei der seltensten Art im Untersuchungsgebiet, den Rübsen, wurde in zwei von 9547 Fällen Resistenz gegenüber Glufosinat (Liberty) nachgewiesen. Alle anderen untersuchten Arten (85912 Pflanzen) waren nicht betroffen. Da die Autoren der Studie nicht erwarten, dass die Eigenschaft der Herbizidresistenz in der Natur einen Fitnessvorteil darstellt, sehen sie die Übertragung der Resistenzeigenschaft als weniger großes Problem an.
An zwei Standorten in der Nähe der kanadischen Stadt Québec wurden 2001 erstmals Hybriden zwischen Rüben und Rübsen entdeckt, die das Resistenz-Transgen enthielten. Trotz der sehr geringen Auskreuzungsrate, dem Fehlen von Selektionsdruck ausübenden Herbiziden und den mit der Hybridbildung einhergehenden höheren Fitnesskosten etablierte sich in den folgenden sechs Jahren eine kleine, stabile Wildpopulation, die das Transgen enthält. Zur Verbreitung von Transgenen können pollenvermittelter Genfluss, Samenverlust und Herbizidnutzung beitragen. Derzeit lägen jedoch nach Ansicht der Autoren keine Daten vor, die zwingend darauf schließen lassen, dass das Vorhandensein herbizidresistenter Transgene in verwandten Arten ein Risiko darstellt.

### Verwilderung
US-amerikanische Wissenschaftler entdeckten 2010 bei einer Untersuchung entlang von Straßenrändern in North Dakota, dass sich bei 80 % der entnommenen Raps-Pflanzenproben künstliche gentechnische Veränderungen nachweisen ließen. Die gefundenen gv-Pflanzen wiesen ein Resistenz-Gen gegen Herbizide mit dem Wirkstoff Glyphosat (Roundup) oder Glufosinat (Liberty) auf. Bei zwei Pflanzen wurden beide Resistenzgene gefunden, also sowohl ein Resistenzgen gegen Glyphosat als auch gegen Liberty. Die Wissenschaftler befürchten, dass sich diese verwilderten herbizidresistenten Rapssorten zu schwer bekämpfbaren Unkräutern entwickeln könnten.
2012 haben Biologen von Greenpeace Gentech-Raps an den Basler Häfen nachgewiesen. Das Bundesamt für Umwelt nahm im Jahr zuvor Proben – fand jedoch nichts. Nach den Funden von Greenpeace an den Basler Häfen hat das Bundesamt für Umwelt die Verantwortung an die Kantone delegiert. Beim Bahnhof Lugano wurden 2011 ebenfalls Funde bekannt. Agroscope fand kürzlich in fünf von 161 untersuchten Vogelfutter-Körnermischungen GVO-Raps.